# Lichinomycetes
Lichinomycetes là một lớp nấm địa y thuộc về phân ngành Pezizomycotina trong ngành Ascomycota. Lớp này được Reeb, Lutzoni và Cl. Roux miêu tả khoa học lần đầu tiên năm 2004.